# Davide Baiardo
Davide Baiardo (né le 11 mai 1887 à Voltri et mort le 28 novembre 1977 dans ce même quartier de Gênes) est un sportif italien (natation, water-polo, gymnastique et athlétisme) plusieurs fois champion d'Italie et ayant participé aux Jeux olympiques de 1908 à Londres, aux Jeux olympiques de 1912 à Stockholm et peut-être aux Jeux olympiques de 1920 à Anvers.

## Biographie
Davide Baiardo pratique divers sports à la Società Sportiva Nicola Mameli (à Voltri) avant d'en prendre la présidence des années 1920 à 1945. Cependant, en 1912, il adhère à la Genoa CFC avec laquelle il remporte le titre national en water-polo, avant de revenir à la S. S. Nicola Mameli l'année suivante et d'y créer l'équipe de water-polo. Avec la S. S. Nicola Mameli, il remporte divers titres régionaux en gymnastique, en saut en longueur et lancer de disque,.
Au 100 mètres nage libre aux Jeux olympiques de 1908 à Londres, il est éliminé dès les séries et abandonne à mi-parcours du 400 mètres nage libre,,.
Engagé dans toutes les épreuves masculines aux Jeux olympiques de 1912, il ne participe finalement qu'aux mêmes courses que lors des Jeux précédents. Au 100 mètres nage libre, il termine troisième de sa série et est éliminé. Au 400 mètres nage libre, il abandonne en cours d'épreuve, comme à Londres,,.
Il participe à diverses courses en « eau libre » : la traversée de Rome qu'il remporte en 1915 et 1917 après avoir fini deuxième en 1913, ; la Traversée de Florence dont il remporte la première édition en 1914. Cette même année, il est le premier champion d'Italie des 400 et 1 500 mètres nage libre.
Il semblerait qu'il ait été remplaçant pour le relais 4 × 200 mètres nage libre lors des Jeux olympiques de 1920 à Anvers.